# Amir Haddad
Laurent Amir Khlifa Khedider Haddad, född 20 juni 1984 i Paris, mer känd som Amir, är en fransk singer-songwriter av israelisk härkomst.

## Karriär
Den 29 februari 2016 meddelades det att Amir blivit utvald internt av France Télévisions till att representera sitt hemland Frankrike i Eurovision Song Contest 2016 i Stockholm med låten "J'ai cherché", en singel som han redan släppt månaden innan. Han presenterade låten med ett liveframträdande på France 2 den 12 mars 2016. Han framförde bidraget i finalen i Globen den 14 maj 2016 där han kom på sjätteplats.

## Diskografi

### Album
- 2011 - Vayehi
- 2016 - Au cœur de moi
- 2017 - Addictions

### Singlar
- 2014 - "All of Me"
- 2015 - "Oasis"
- 2016 - "J'ai cherché"
- 2016 - "On dirait"
- 2017 - "Au cœur de moi"
- 2017 - "No Vacancy" (med OneRepublic)
- 2017 - "États d'Amour"